# Моріньїго
Моріньїго (ісп. Moríñigo) — муніципалітет в Іспанії, у складі автономної спільноти Кастилія-і-Леон, у провінції Саламанка. Населення — 116 осіб (2010).
Муніципалітет розташований на відстані близько 150 км на захід від Мадрида, 28 км на південний схід від Саламанки.

## Демографія
Динаміка населення (INE ):

## Зовнішні посилання
- Провінційна рада Саламанки: індекс муніципалітетів [Архівовано 23 квітня 2009 у Wayback Machine.]
- Посилання на Google Maps